# Vila Nova do Piauí
Vila Nova do Piauí is een gemeente in de Braziliaanse deelstaat Piauí. De gemeente telt 3.136 inwoners (schatting 2009).